# Ellak

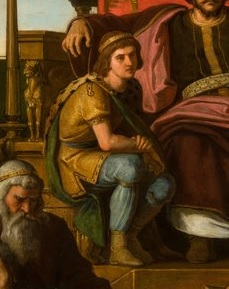
Suposada representació d'Ellak.

Ellak (†454), també conegut com a Ellac i Elac, va ser el fill gran i l'hereu escollit d'Àtila, i el va succeir com a Rei dels Huns a la seva mort el 454. El seu ascens al tron va ser conflictiu degut a les disputes amb els seus dos germans Dengizich i Ernakh, fet que va aprofitar el capitost dels gèpids Ardaric per rebel·lar-se contra el domini dels huns.
Aliant-se amb els ostrogots, els gèpids van derrotar les forces d'Ellak a la batalla de Nedao, el 454. Aquesta derrota va marcar l'inici de la desintegració de l'imperi dels huns, tot just un any després de la mort d'Àtila.
Ellak va morir durant la batalla, o poc després, a mans d'un dels seus generals anomenat Tuldila. Tant Tuldila com els germans Dengizich i Ernakh es van proclamar reis, dividint-se els huns en les diferents faccions.